# Quercus margarettae
Quercus margarettae — вид рослин з родини букових (Fagaceae); ендемік південного сходу й центрального півдня США.

## Опис
Це листопадний кущ (іноді кореневищний) або невелике дерево, що досягає максимальної висоти 12 м. Кора світло-сіра, луската. Гілочки зелені або червонуваті, стають сірими, голі. Листки (2.5)4–8(13.5) × 2–4(8) см, від обернено-яйцюватих до вузько-яйцюватих; основа клиноподібна до закруглено-послабленої; краї від помірно до глибоко дольчастих, частки округлі або лопатеві; верхівка широко закруглена; верх темно-зелений, блискучий, голий або рідко зірчастий, не жорсткий на дотик; низ світло-зелений із взаємозв'язаними, випростаними, зірчастими волосками, оксамитовими на дотик; ніжка листка 3–10(15) мм. Жолудів 1–3, майже сидячі або на ніжці до 20 мм; горіх світло-коричневий, яйцеподібний, 15–25(30) × 9–13(16) мм, голий; чашечка глибоко чашоподібної форми, заввишки (7)9–12 мм і 12–20 мм завширшки, охоплює 3/4 горіха.

## Середовище проживання
Ендемік південного сходу й центрального півдня США: Арканзас, Луїзіана, Алабама, Північна Кароліна, Техас, Джорджія, Південна Кароліна, Флорида, Оклахома, Міссісіпі, Міссурі, Вірджинія.
Населяє глибокі піски та гравії, часто у густих лісах як підлісок або у відкритих чагарниках та соснових пустищах. Трапляється на висотах 0–600 м.

## Загрози
Основною загрозою є кліматичні зміни.